# K1 (Krakau)
Das K1 in Krakau ist ein Hochhaus in Polen. Es wurde in den Jahren von 1972 bis 1975 von Janusz Ingarden erbaut, jedoch zunächst nicht genutzt. In den 1990er Jahren wurde das Gebäude von dem schwedischen Investor Swede Center Ltd. erworben, der es in den Jahren 1996 bis 1998 sanieren ließ. Es wird seit 1998 als Bürogebäude genutzt. Seither haben vor allem Banken ihren Sitz hier.